# Björbo
Björbo är en tätort i Gagnefs kommun som ligger i Västerdalälvens dalgång och utmed E16 (Västerdalsvägen) och riksväg 66, som här viker av från E16 mot Ludvika. Dessutom passerar Västerdalsbanan.

## Etymologi
Namnet är belagt sedan senare delen av 1500-talet, och var då Biörneboda. Flera platser i trakten innehåller förleden Björn-.
Efterleden -boda står i detta fall för fäbod(ar).

## Befolkningsutveckling
| Befolkningsutvecklingen i Björbo 1960–2020 | Befolkningsutvecklingen i Björbo 1960–2020 | Befolkningsutvecklingen i Björbo 1960–2020 | Befolkningsutvecklingen i Björbo 1960–2020 | Befolkningsutvecklingen i Björbo 1960–2020 |
| ------------------------------------------ | ------------------------------------------ | ------------------------------------------ | ------------------------------------------ | ------------------------------------------ |
|                                            |                                            |                                            |                                            |                                            |
| År                                         |                                            |                                            | Folkmängd                                  | Areal (ha)                                 |
| 1960                                       | 1960                                       |                                            | 652                                        |                                            |
| 1965                                       | 1965                                       |                                            | 646                                        |                                            |
| 1970                                       | 1970                                       |                                            | 777                                        |                                            |
| 1975                                       | 1975                                       |                                            | 793                                        |                                            |
| 1980                                       | 1980                                       |                                            | 802                                        |                                            |
| 1990                                       | 1990                                       |                                            | 723                                        | 177                                        |
| 1995                                       | 1995                                       |                                            | 727                                        | 177                                        |
| 2000                                       | 2000                                       |                                            | 698                                        | 179                                        |
| 2005                                       | 2005                                       |                                            | 682                                        | 183                                        |
| 2010                                       | 2010                                       |                                            | 697                                        | 184                                        |
| 2015                                       | 2015                                       |                                            | 658                                        | 193                                        |
| 2020                                       | 2020                                       |                                            | 677                                        | 198                                        |
|                                            |                                            |                                            |                                            |                                            |

## Byn
Björbo består av ett antal mindre byar: Källbäcken, Gåsholmen, Handbacken, Forsen på södra sidan älven och Gybäcksholen, Björbobyn, Hansbyn, Grimsholarna, Holarna och Nybyn på den norra. Söder om Björbo reser sig Mejdåsen med ett 22 meter högt utsiktstorn och Lejtjärnsberget till en höjd av 457,5 meter över havet. I västra delen av Björbo finns Käringforsen och Fänforsen, en outbyggd fors i Västerdalälven, som har en fallhöjd på nio meter och är ungefär 700 meter lång. I öster faller Hagelängsforsen, som efter rensning minskat översvämningsrisken uppströms. Till byn hör flera fäbodar, bland andra Lövberget, Tyrsberget och Fagerberget.
I Björbo ligger Björbo Lillkyrka invigd 1993, tillhörande Floda församling.
Det vackra stationshuset är bevarat och ritades i en blandning av nationalromantik och jugendstil av arkitekt Erik Lallerstedt.
Bankaktiebolaget Stockholm-Öfre Norrland öppnade ett kontor i Björbo år 1901. Denna bank blev senare en del av Svenska Handelsbanken som skulle stanna i Björbo i ett sekel. Den 1 november 2016 stängde Handelsbanken i Björbo, som därmed lämnades utan bankkontor.

## Bilder

### Stationsområdet

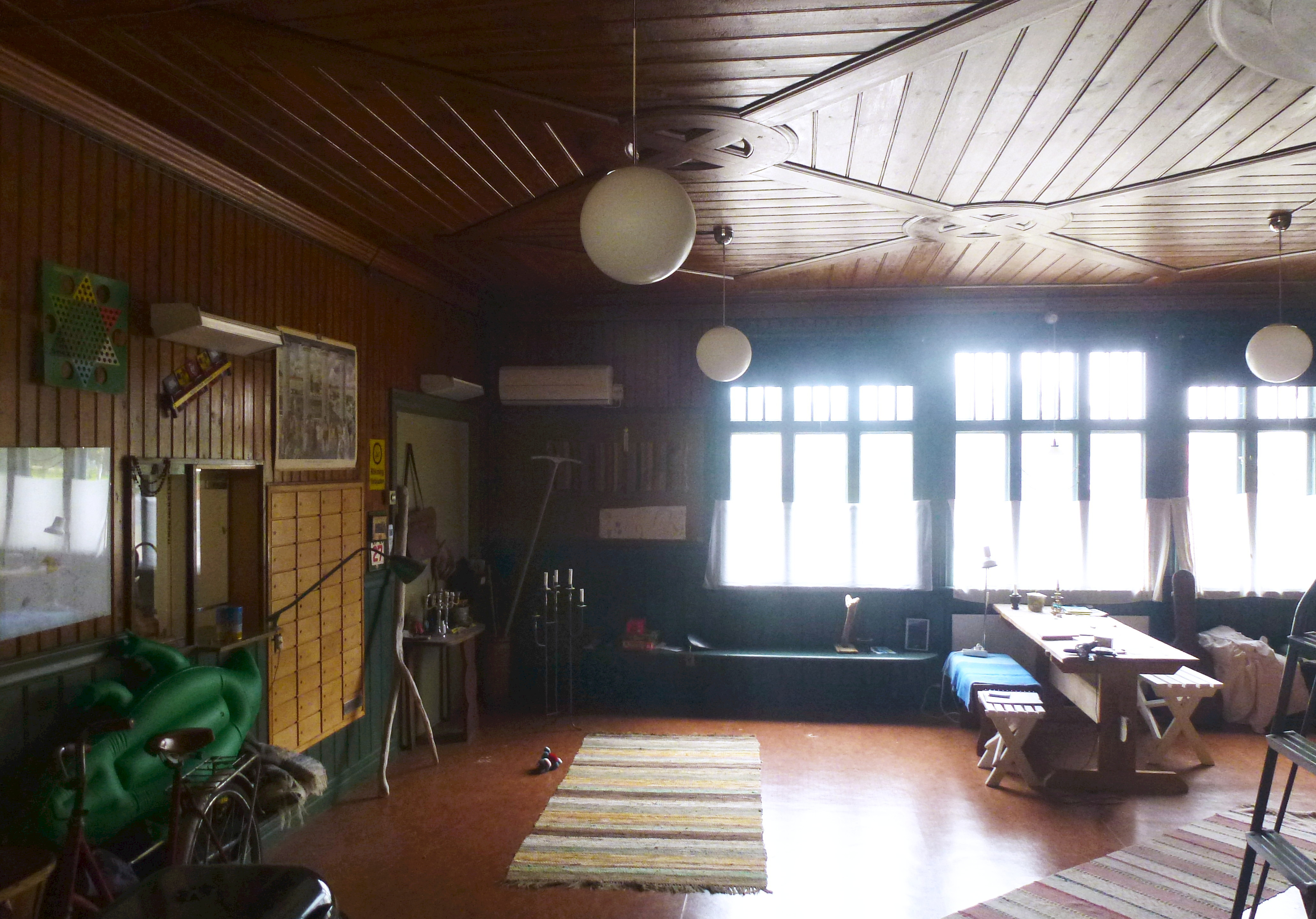
Vänthallen
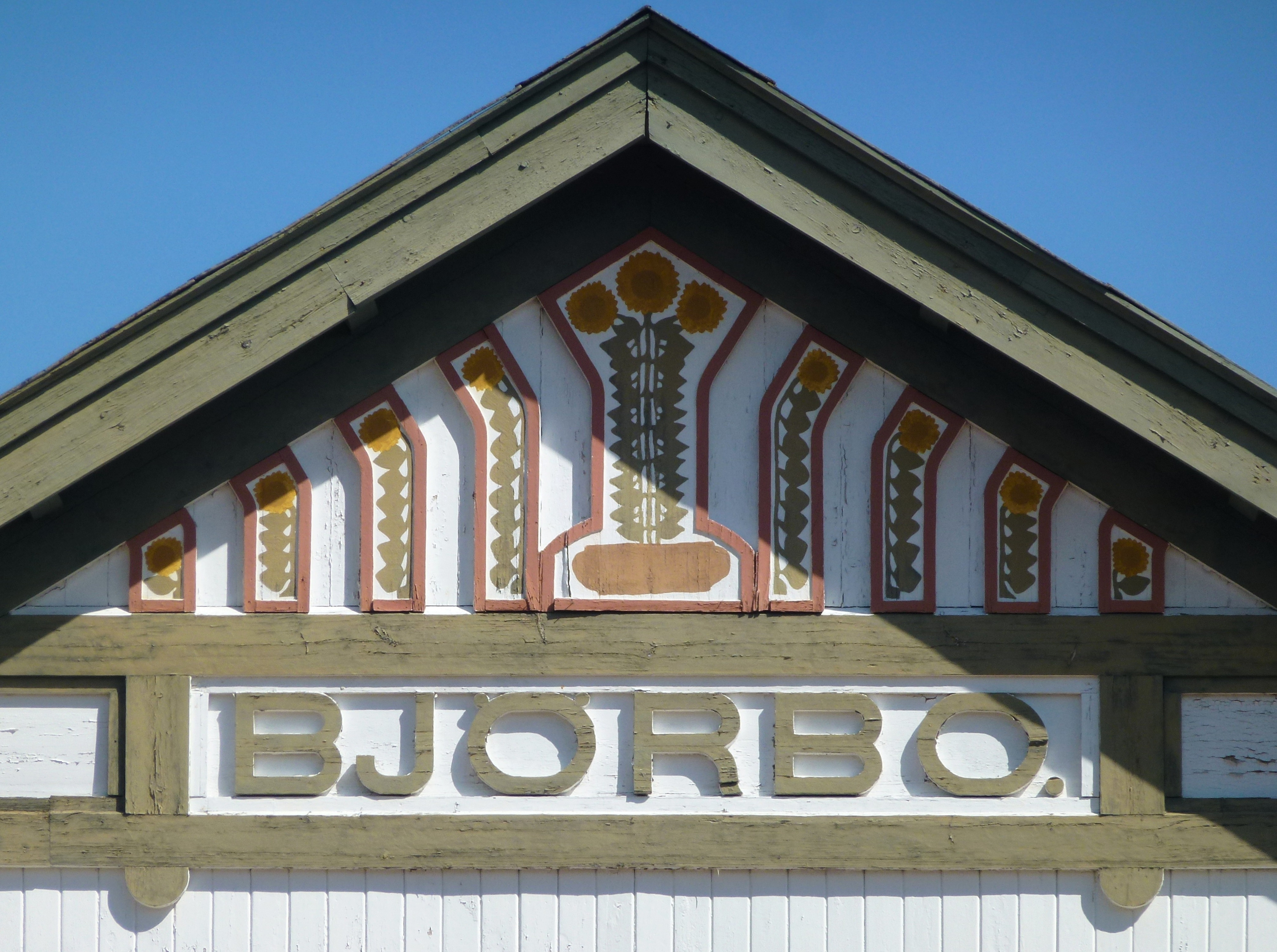
Gaveldetalj
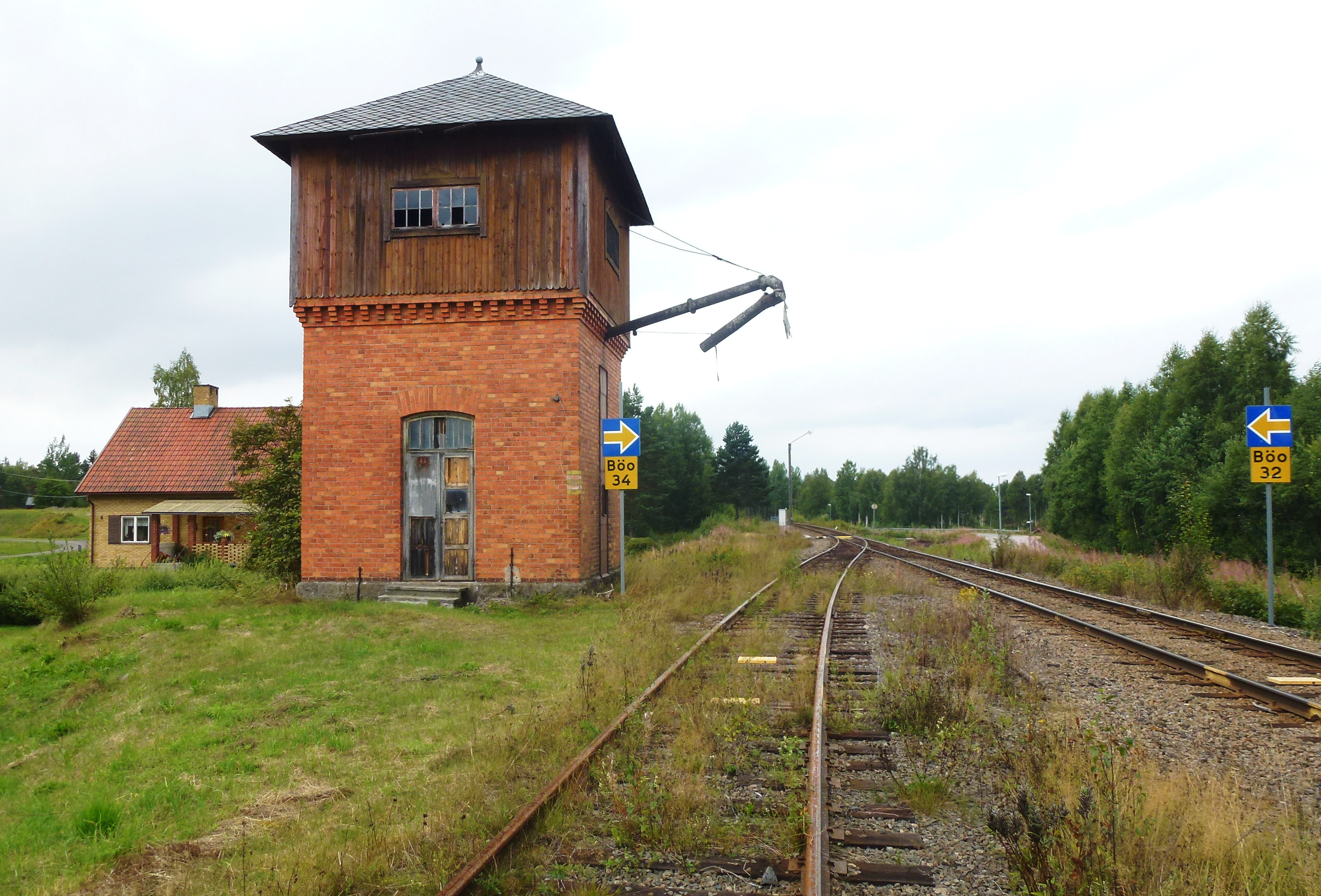
Vattentornet

### Omgivningen

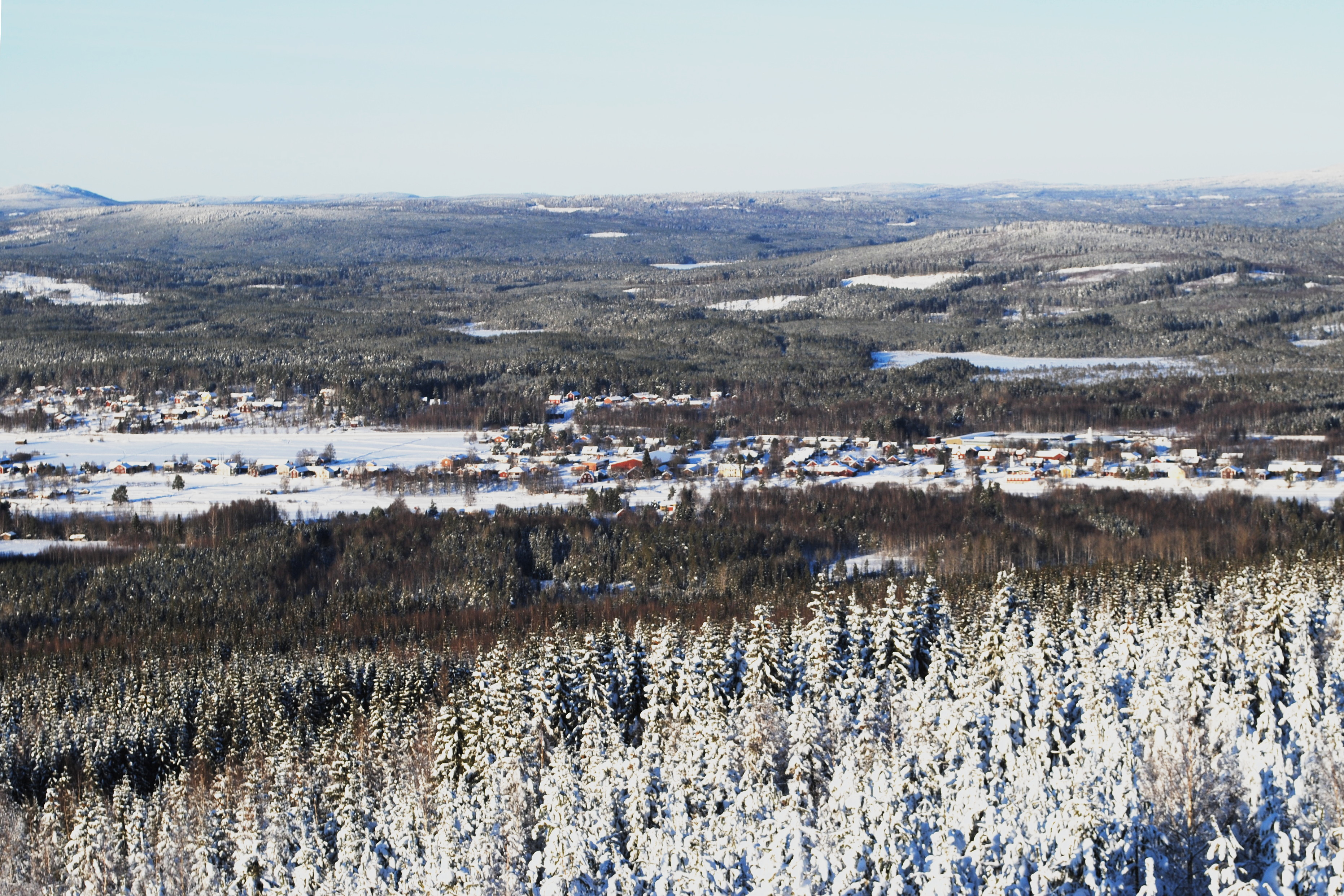
Björbo från ovan
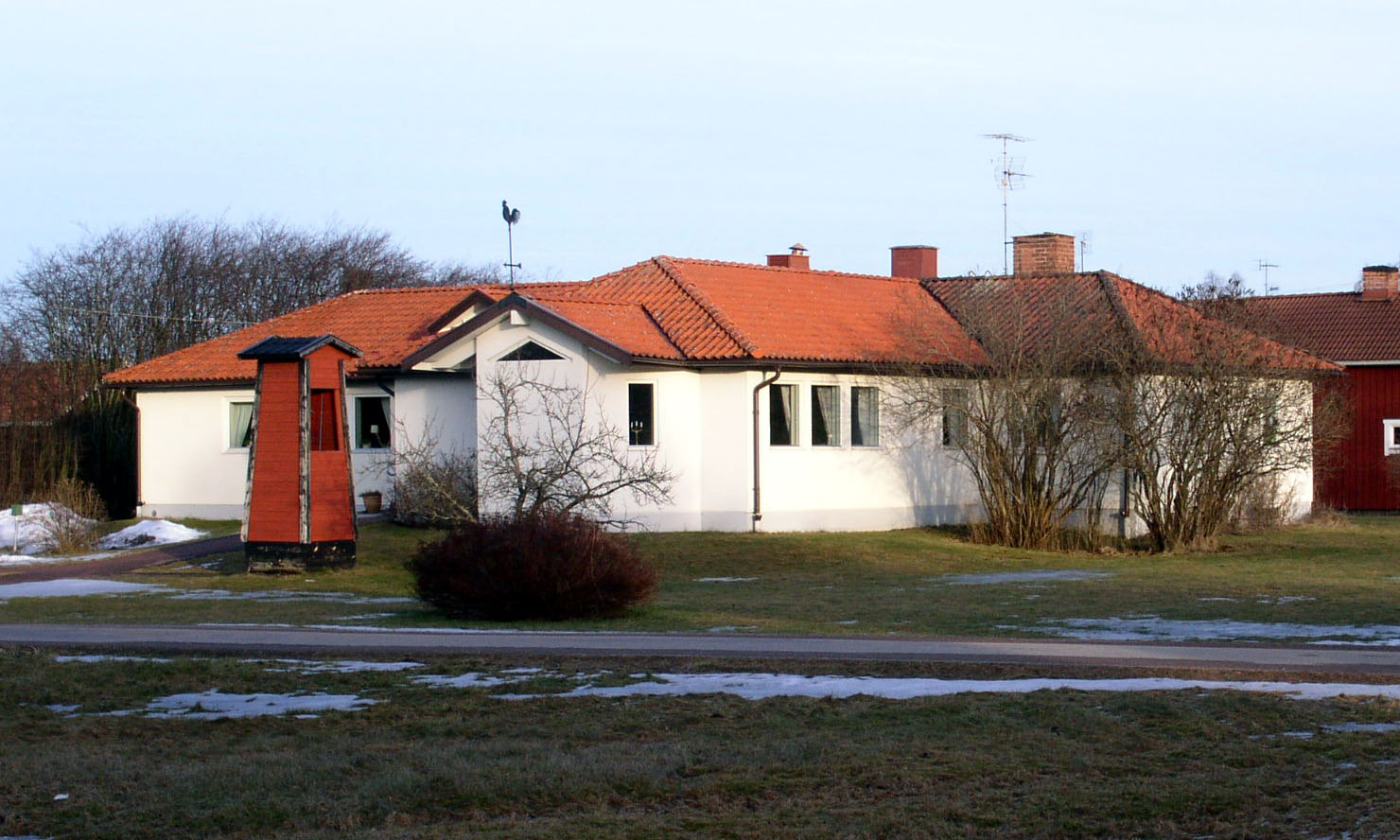
Björbo Lillkyrka
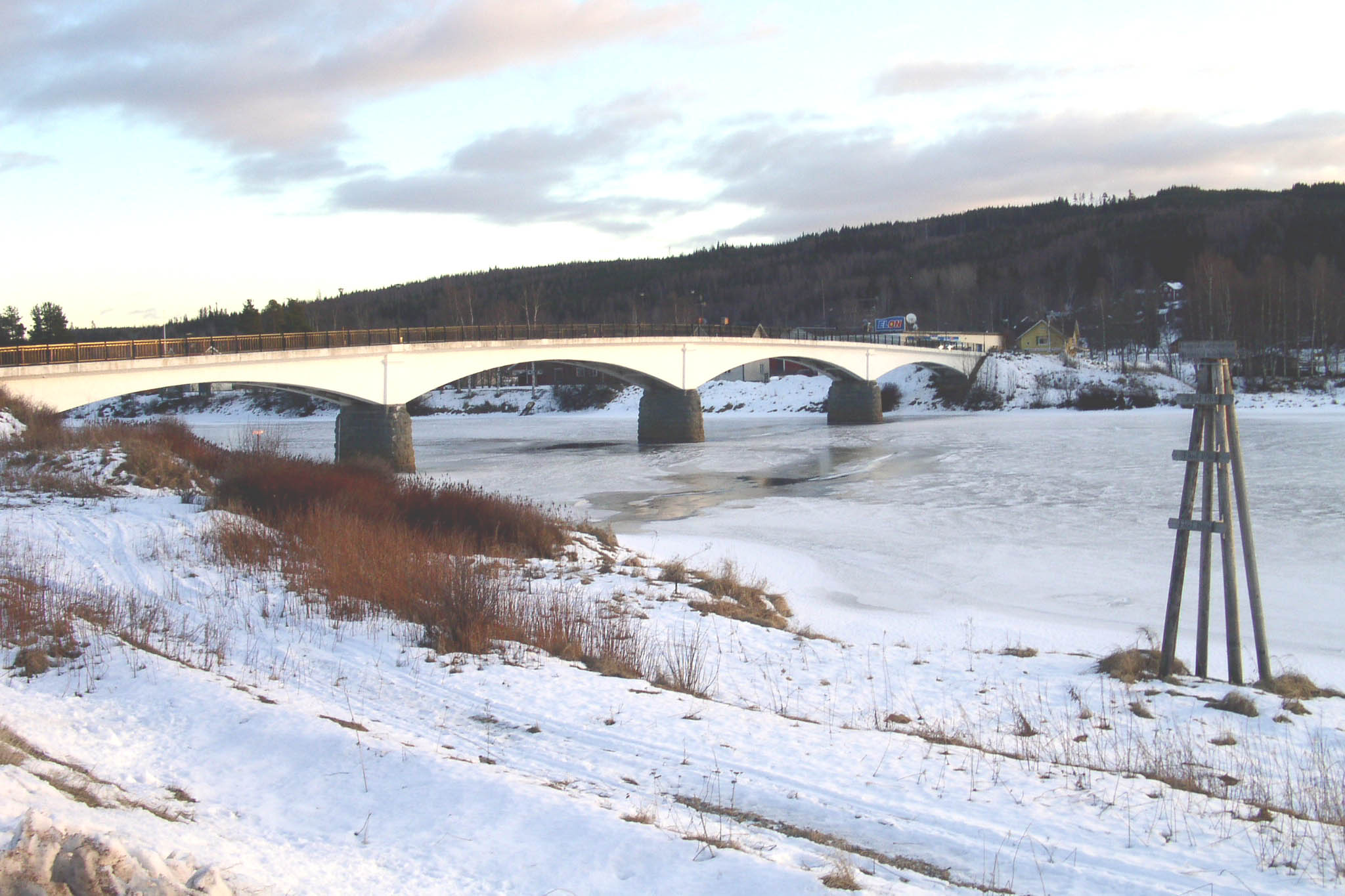
Gamla bron